# Ivan Dzhorev
Ivan Velkov Dzhorev –en búlgaro, Иван Велков Джорев– (Yambol, 17 de mayo de 1976) es un deportista búlgaro que compitió en lucha libre. Ganó dos medallas de bronce en el Campeonato Europeo de Lucha entre los años 2000 y 2004.

## Palmarés internacional
| Campeonato Europeo | Campeonato Europeo | Campeonato Europeo | Campeonato Europeo |
| Año                | Lugar              | Medalla            | Categoría          |
| ------------------ | ------------------ | ------------------ | ------------------ |
| 2000               | Budapest (Hungría) | Medalla de bronce  | 54 kg              |
| 2004               | Ankara (Turquía)   | Medalla de bronce  | 55 kg              |